# Ecouri din tenebre
Ecouri din tenebre (titlu original: Stir of Echoes) este un film american supranatural horror-thriller din 1999 regizat și scris de David Koepp. Rolurile principale au fost interpretate de actorii Kevin Bacon, Kathryn Erbe, Zachary David Cope, Illeana Douglas și Jennifer Morrison. Scenariul este vag bazat pe romanul A Stir of Echoes de Richard Matheson.

## Prezentare
Tom Witzky (Kevin Bacon) nu crede în existența forțelor supranaturale, dar totul se va schimba după ce, la petrecerea unui prieten, participă la o ședință de spiritism. Curând începe să vadă imagini și să audă voci din lumea de dincolo.

## Distribuție
- Kevin Bacon - Tom Witzky
- Kathryn Erbe - Maggie Witzky
- Zachary David Cope - Jake Witzky
- Illeana Douglas - Lisa
- Jennifer Morrison - Samantha Kozac
- Liza Weil - Debbie Kozac,  Babysitter
- Kevin Dunn - Frank McCarthy
- Lusia Strus - Sheila McCarthy
- Chalon Williams - Adam McCarthy
- Conor O'Farrell - Harry Damon
- Steve Rifkin - Kurt Damon
- Eddie Bo Smith Jr. - Neil